# Liaonan (sockenhuvudort i Kina, Jiangxi Sheng, lat 29,30, long 115,97)
Liaonan är en sockenhuvudort i Kina. Den ligger i provinsen Jiangxi, i den sydöstra delen av landet, omkring 69 kilometer norr om provinshuvudstaden Nanchang. Antalet invånare är 21 890. Befolkningen består av 10 572 kvinnor och 11 318 män. Barn under 15 år utgör 26,0 %, vuxna 15-64 år 65 %, och äldre över 65 år 8,0 %.
Runt Liaonan är det ganska tätbefolkat, med 222 invånare per kvadratkilometer. Närmaste större samhälle är Hualin, 7,7 km norr om Liaonan. 
Genomsnittlig årsnederbörd är 2 294 millimeter. Den regnigaste månaden är maj, med i genomsnitt 338 mm nederbörd, och den torraste är januari, med 74 mm nederbörd.